# 江之島電鐵線

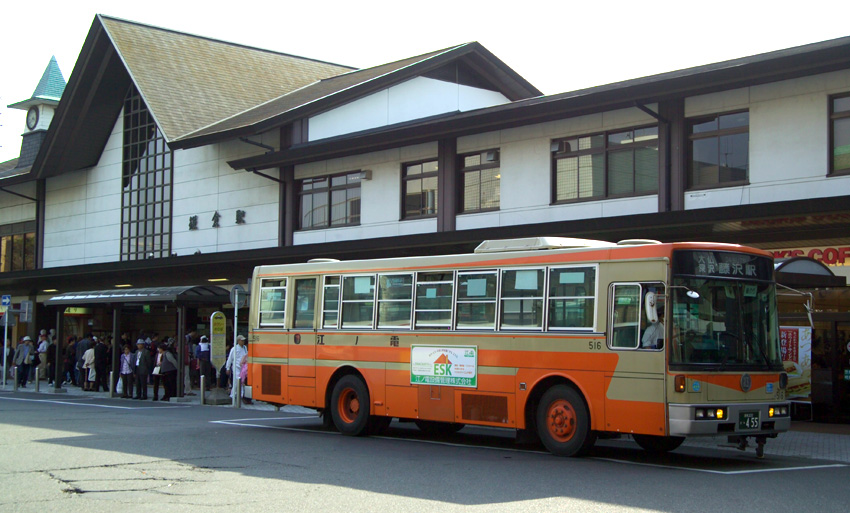
江之島在鎌倉站的巴士服務

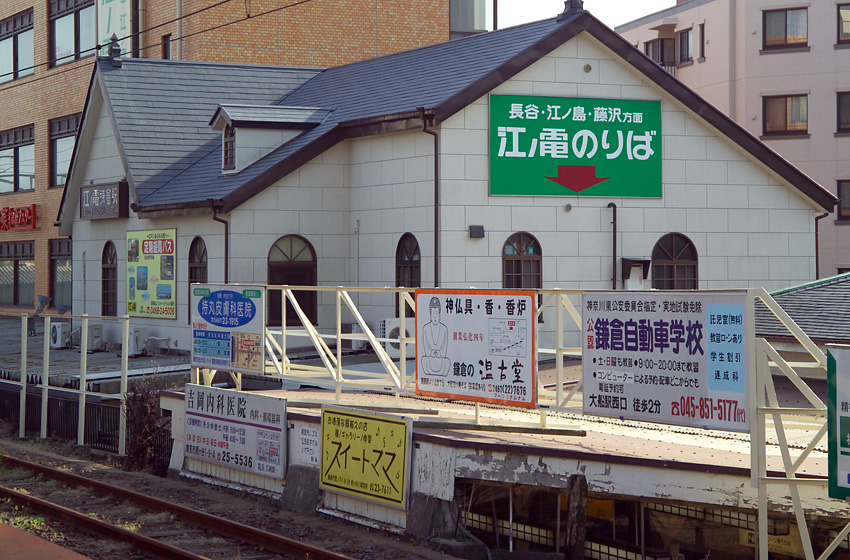
江之島電鐵的鎌倉站，鄰近JR的鎌倉站

江之島電鐵線（日语：／ Enoshima dentetsusen */?）是日本神奈川縣江之島電鐵所屬路線，由該縣藤澤市南藤澤藤澤站起途經同市片瀨海岸一丁目江之島站，再前往鎌倉市御成町鎌倉站。1902年（明治35年）開通藤澤－片瀨（現時江之島）段，1910年（明治43年）全線開通至小町（現時鎌倉），時常簡稱為江之電（日语：／ Enoden */?）。車站編號使用的路線記號為EN。
全線可以使用IC卡乘車券PASMO、Suica。ICOCA、TOICA等其他公司、局的卡類不可用於閘機，但增值機等服務只限於有人站。
鎌倉高校前站的平交道，為經典動畫灌籃高手取景，因此也成為眾多遊客必經之地。

## 路線概要
路線的長度為10公里，軌距為1067毫米的窄軌。沿線共有15個車站，全路段都採單線配置，但其中有4個車站和1個號誌站擁有雙軌設施可作為列車會車用。使用的電壓為600伏特直流電，由架空電纜供電。由鎌倉站至腰越站屬鎌倉市，而江之島站至藤澤站則屬藤澤市。
雖然江之島電鐵線所使用的是小型的普通鐵路用列車，但是在腰越至江之島兩站之間有一小段路線，列車是行駛在一般的道路而非專屬軌道區域內，因此常被認為是路面電車的一類。不過由於江之島電鐵是根據日本的《鐵道事業法》而不是一般管理路面電車之類輕軌運輸的《軌道法》獲得經營特許，因此在法律上仍屬一般鐵路的範疇之內。

## 歷史
2025年1月18日，江之島電鐵宣布於3月18日實施江之島電鐵線列車時刻表的改正，將清晨及深夜時段除外的所有列車班距間隔從12分鐘延長至14分鐘，為該公司時隔71年再度調整列車時刻表。

## 路線資料
- 路線距離（營業距離）：10.0公里
- 軌距：1067毫米
- 站數：15個（包括起終點站。另有1個信號所）
- 複線路段：沒有（全線單線）
- 電氣化路段：全線（直流電600V）
- 閉塞方式：自動閉塞式（ARC）（代用閉塞方式為指導通信式）
- 可進行列車交會車站、信號場：5個（長谷、稻村崎、峰原（信）、江之島、鵠沼）
- 保安設備：江之電型點制御速度照查式eATS
- 最高容許速度：60公里/小時
- 2008年度輸送人員實績：15,709,499人（一日平均43,039人。其他的資料參見使用情況）

## 車站列表
- 所有車站均位於神奈川縣。

範例
- 列車交會 … ◇、∧：可進行交會，｜：不可進行交會

| 車站編號 | 中文站名     | 日文站名 | 英文站名 | 站間距離 | 營業距離 | 接續路線                                                                       | 列車交會 | 所在地 |
| -------- | ------------ | -------- | -------- | -------- | -------- | ------------------------------------------------------------------------------ | -------- | ------ |
| EN01     | 藤澤         |          |          | -        | 0.0      | 東日本旅客鐵道： 東海道線 小田急電鐵： 江之島線（OE13）                        | ｜       | 藤澤市 |
| EN02     | 石上         |          |          | 0.6      | 0.6      |                                                                                | ｜       | 藤澤市 |
| EN03     | 柳小路       |          |          | 0.6      | 1.2      |                                                                                | ｜       | 藤澤市 |
| EN04     | 鵠沼         |          |          | 0.7      | 1.9      |                                                                                | ◇        | 藤澤市 |
| EN05     | 湘南海岸公園 |          |          | 0.8      | 2.7      |                                                                                | ｜       | 藤澤市 |
| EN06     | 江之島       |          |          | 0.6      | 3.3      | 小田急電鐵： 江之島線（片瀨江之島，OE16） 湘南單軌電車：江之島線（湘南江之島） | ◇        | 藤澤市 |
| EN07     | 腰越         |          |          | 0.6      | 3.9      |                                                                                | ｜       | 鎌倉市 |
| EN08     | 鎌倉高校前   |          |          | 0.8      | 4.7      |                                                                                | ｜       | 鎌倉市 |
| -        | 峰原信號場   |          | /        | -        | -        |                                                                                | ◇        | 鎌倉市 |
| EN09     | 七里濱       |          |          | 0.9      | 5.6      |                                                                                | ｜       | 鎌倉市 |
| EN10     | 稻村崎       |          |          | 1.2      | 6.8      |                                                                                | ◇        | 鎌倉市 |
| EN11     | 極樂寺       |          |          | 0.8      | 7.6      |                                                                                | ｜       | 鎌倉市 |
| EN12     | 長谷         |          |          | 0.7      | 8.3      |                                                                                | ◇        | 鎌倉市 |
| EN13     | 由比濱       |          |          | 0.6      | 8.9      |                                                                                | ｜       | 鎌倉市 |
| EN14     | 和田塚       |          |          | 0.3      | 9.2      |                                                                                | ｜       | 鎌倉市 |
| EN15     | 鎌倉         |          |          | 0.8      | 10.0     | 東日本旅客鐵道： 橫須賀·總武快速線（JO07）、湘南新宿線（JS07）                 | ∧        | 鎌倉市 |

## 巴士
江之島電鐵在該區也有提供巴士服務。

## 其他
- 日本電影《太陽之歌》即在本線的七里滨站取景。
- 《迪迦奧特曼》第46話里提及此系統，該集男主為喜歡拍攝江之島電鐵的專業攝影師。
- 江之島電鐵線與台灣鐵路管理局平溪線合作行銷，自2013年5月起，遊客可以免費兌換另一方「一日週遊券」[6]。至2014年3月31日因活動反應良好，持續延長一年[7]。2015年再延續一年，至2016年3月31日為止。2016年5月1日推出平溪線X江之島第二波乘車券兌換，並推出台日鐵道觀光護照兌換活動，至2017年3月31日為止[8]。
- 2016年夏天，江之島電鐵線與高雄捷運推出一系列活動，包括憑展覽套票可至江之電兌換「旅遊passport」等優惠。 並特別授權，允許於高雄捷運 高雄國際機場站使用藤澤站版本的進站音樂《好きです江ノ電》（喜歡江之電），做為該站的發車音樂使用。
- 日本動畫《灌籃高手》經典場景「櫻木花道平交道」，就在江之電鎌倉高校前駅平交道

## 外部連結
- （日語）江之島電鐵官方網站 （页面存档备份，存于）
- （中文）官方網站介紹